# 5,45 × 39 mm M74
 (avril 2016).
Si vous disposez d'ouvrages ou d'articles de référence ou si vous connaissez des sites web de qualité traitant du thème abordé ici, merci de compléter l'article en donnant les références utiles à sa vérifiabilité et en les liant à la section « Notes et références ».
La munition de 5,45 × 39 mm Modèle 1974 est composée d'une balle 5,45 mm montée sur un étui de 39,5 mm. Calibre standard de la « nouvelle et dernière munition » soviétique, chargée de succéder à la 7,62 mm M43 et que l'on nomme également 5,45 M74.

## Histoire
Ayant constaté les effets de la munition américaine de 5,56 mm durant la guerre du Viêt Nam, les Soviétiques créèrent à leur tour, une munition de petit calibre, la 5,45 M74.

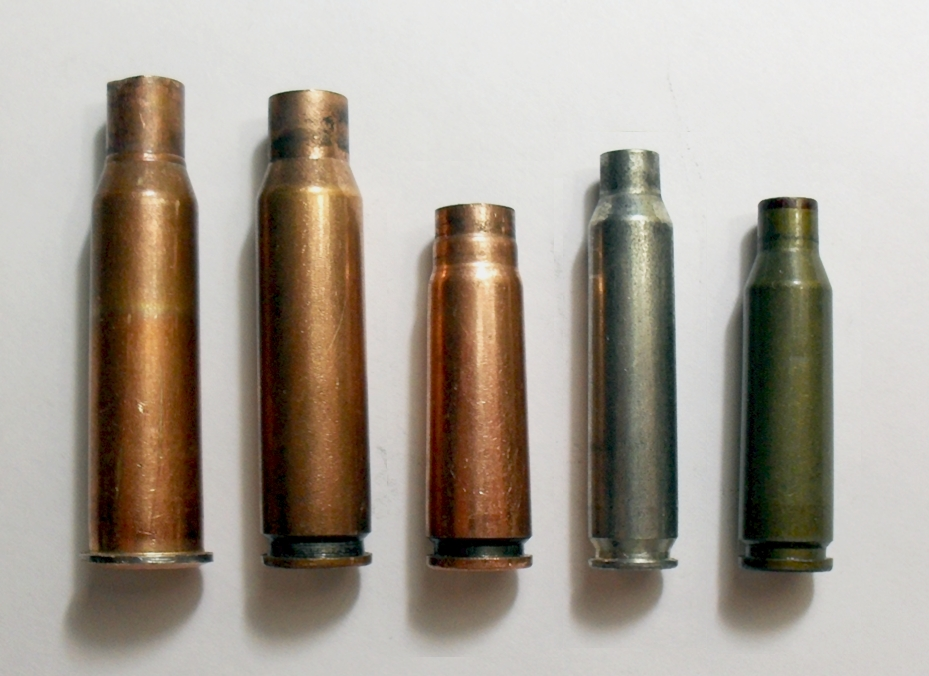
Étuis de fusils de dotation: (De gauche à droite) 7.62×54mmR, 7.62×51mm NATO, 7.62×39mm, 5.56×45mm NATO, 5.45×39mm.

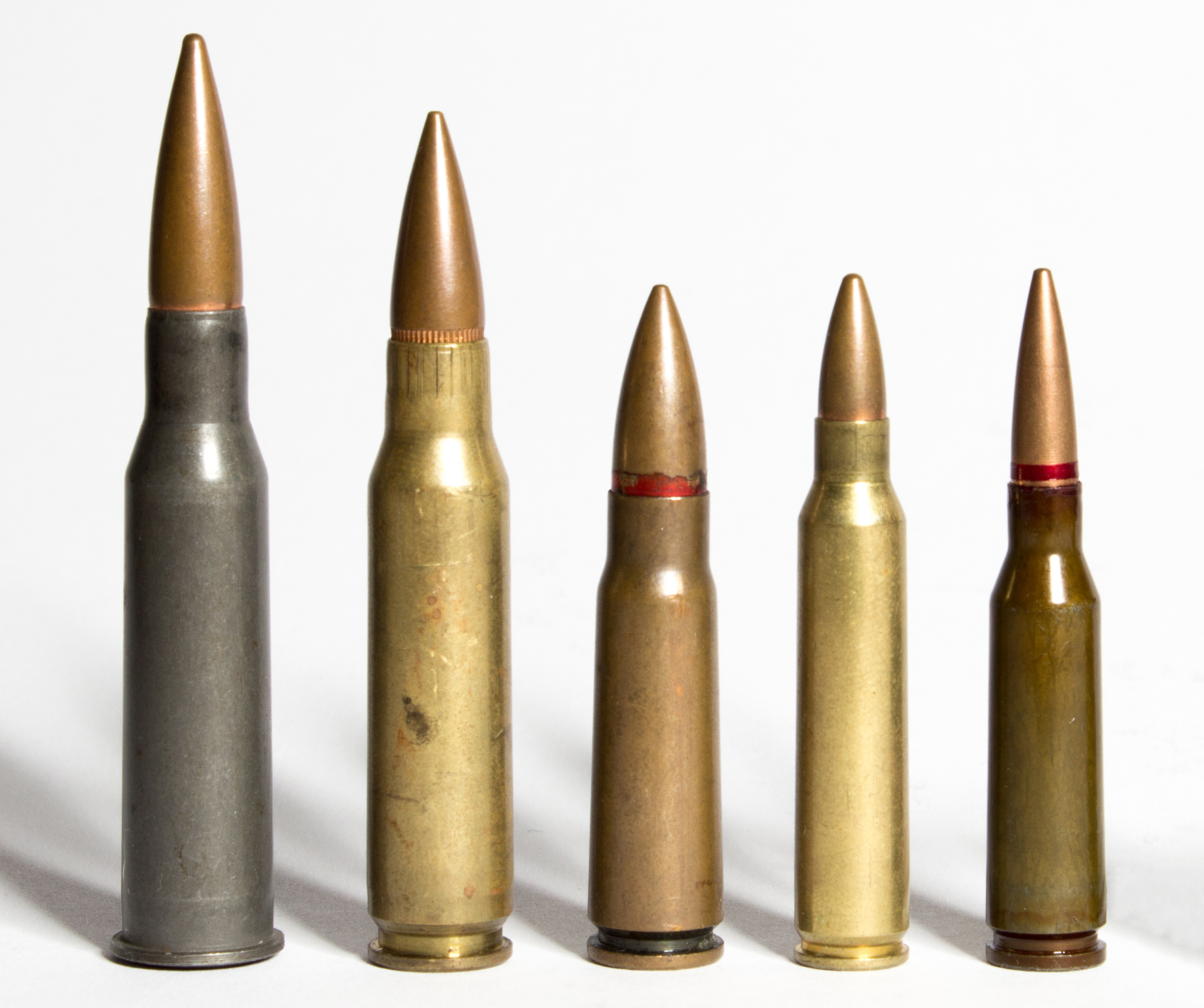
Munition de fusil de dotation avec ogive: (De gauche à droite) 7.62×54mmR, 7.62×51mm NATO, 7.62×39mm, 5.56×45mm NATO, 5.45×39mm.

La cartouche 5,45 × 39 mm a été développée au début des années 1970 par un groupe de concepteurs et d'ingénieurs soviétiques sous la direction de M. Sabelnikov. Les autres membres du groupe étaient: L. I. Bulavsky, B. B. Semin, M. E. Fedorov, P. F. Sazonov, V. Volkov, V. A. Nikolaev, E. E. Zimin et P. S. Korolev. Le 5,45 × 39 mm associe un volume de boîtier raisonnable (1,75 ml) à un rapport de surface d'alésage (en) (23,99 mm2 / 0,2399 cm2) avec un espace suffisant pour charger des projectiles minces relativement longs qui peuvent fournir une bonne efficacité aérodynamique et des performances balistiques externes pour le diamètre du projectile.
Le 5,45 × 39 mm est un exemple d'une tendance internationale vers des cartouches de fusils de service relativement petites, légères et à vélocité élevée. Des cartouches telles que les munitions en calibre 5,45 × 39 mm, 5,56 × 45 mm OTAN et 5,8 × 42 mm Chinoise permettent à un soldat de transporter une plus grande quantité de munitions pour un même poids par rapport à leurs cartouches prédécesseurs, plus grandes et plus lourdes, ont une portée maximale à bout portant (en)(traduits de l'anglais, il s'agit de la portée à laquelle l'arme pourra toucher sa cible sans besoin de compensation de la retombée de balle) favorable ou des caractéristiques de "battle zero" et produisent une poussée de culasse (en) relativement faible et une impulsion de recul libre (en), favorisant la conception d'armes légères et la précision en tir automatique.
Les tests indiquent que l'énergie de recul libre délivrée par le fusil d'assaut AK-74 de 5,45 × 39 mm est de 3,39 J (2,50 ft⋅lb), contre 6,44 J (4,75 ft⋅lb) délivrée par l'OTAN de 5,56 × 45 mm dans le fusil d'assaut M16 et 7,19 J (5,30 ft⋅lb) délivrés par le 7,62 × 39 mm du fusil d'assaut AKM.
Le fusil d'assaut AK-74 a été créé pour cette cartouche. Elle a été utilisée pour la première fois par l'armée rouge durant la guerre d'Afghanistan.[réf. nécessaire]

## Description

A : Chemise de cuivre
B : Noyau en acier
C : Espace libre
D : Insert en plomb
E : Charge propulsive

L'objectif était de pouvoir tirer un projectile à haute vitesse initiale, doté d'une trajectoire plus tendue que la 7,62 × 39 mm, et permettre au soldat d'emporter plus de munitions.
La balle est profilée pour une meilleure pénétration dans l'air. Son projectile blindé pointu recouvre un noyau plat en acier précédé d'un insert en plomb ce qui laisse un espace vide à l'avant de la munition. Cette configuration permet au nez de s'écraser lors de l'impact. Ce facteur favorise le basculement sur son axe, ce qui la fait alors tournoyer sur elle-même en pénétrant sa cible. En effet, le centre de gravité de la balle est très reculé. À l'époque de la conception de M74, il était considéré que ce basculement était la principale origine de la capacité de destruction d'une cartouche militaire. Il s'est avéré depuis, selon les recherches de Martin Fackler, que dans le cas de la 5,56 OTAN, la fragmentation de la balle occasionnait l'essentiel des dommages.[réf. nécessaire]
L'efficacité de la M74 est effectivement remise en cause, notamment au sein des troupes russes, car la balle est beaucoup plus solide que la 5,56 OTAN et ne se fragmente pas lors des impacts à courte portée. Elle ne présente donc pas la même efficacité que son pendant occidental et son calibre inférieur à celui du 7,62 × 39 mm M43 limite sa capacité vulnérante. De plus, cette dernière dispose d'une pénétration inférieure aux autres munitions de fusil d'assaut (7,62x39 mm ou 5,56x45 mm).[réf. nécessaire]
Elle n'en demeure pas moins une cartouche d'une grande efficacité, car son pouvoir létal est basé sur son basculement à l'impact, de façon à pouvoir perforer les organes, rebondir sur les os ou les briser, et enfin ressortir pour faire d'autres dégâts, ce que la 5,56 ne fait pas. Il s'avère même qu'il s'agit d'une cartouche exceptionnellement instable une fois rentrée dans le corps humain, certains tirs sur gel balistique peuvent être déviés de plus de 30°. L'étude des blessures au cours de conflits récents ont prouvé que la 5,45 était le plus souvent retrouvée intacte dans la cible.[réf. nécessaire]

## Versions
Dût à la démocratisation de l'utilisation de gilets pare-balles dans les armées, la construction de munitions de service standard 7N6 d'origine a été modifiée plusieurs fois pour améliorer la pénétration. Cela a abouti aux variantes 7N6M, 7N10, 7N22, 7N24 et 7N39.
Développée par une équipe technique placée sous la direction de Viktor Sabelnikov, la munition existe en version blindée à noyau d'acier de type 7N6, en version traçante 7T3, en version d'exercice à blanc, ainsi qu'en version perforante 7N10 capable de perforer 16 mm d'acier à 100 m. Selon certains rapports, la munition perforante 7N10 dans sa conception était censée perforer les blindages du véhicule blindé de combat d'infanterie américain M2/M3 Bradley. Le blindage du Bradley étant résistant à des obus de 14.5 mm on peut considérer que cela est peu probable.

### Liste détaillé des différentes munitions 5.45x39mm[réf.nécessaire]

#### Munitions à pénétration améliorée
- La 7N6M ( M—Russe : Модернизированный ; Modernizirovanniy ou "modernisée") introduite en 1987.
- La 7N10, munitions à "pénétration améliorée" introduite en 1992.
- La 7N22, munition à balle perforante introduite en 1998.
- La 7N24, munition "super-perforante" introduite en 1999.
- La 7N39, munition perforante introduite en 2013, possède un pénétrateur en alliage de carbure de tungstène (92%) et de cobalt (8%).

#### Munitions traçantes
- 7T3, 7T3M à effet traçante.

#### Munitions d’entraînement
- 7H3, 7H3M, 7Kh3, munitions à blanc.
- 7H4, munition inerte.

#### Munitions à usage particulier
- 7U1, munition subsonique.
- 5.45x39 PSP (en), munition subaquatique.

#### Spécifications
| Cartridge designation                   | 7N6M                     | 7N10                     | 7N22                     | 7N24                     | 7N39                     | 7T3 (traçante)           | 7Kh3 (entraînement) |
| --------------------------------------- | ------------------------ | ------------------------ | ------------------------ | ------------------------ | ------------------------ | ------------------------ | ------------------- |
| Poids de la munition                    | 10,5 g (0,37 oz)         | 10,7 g (0,377 oz)        | 10,75 g (0,379 oz)       | 11,20 g (0,395 oz)       | 11,72 g (0,413 oz)       | 10,3 g (0,363 oz)        | 6,65 g (0,235 oz)   |
| Poids de l'ogive                        | 3,43 g (0,121 oz)        | 3,62 g (0,128 oz)        | 3,69 g (0,13 oz)         | 4,15 g (0,146 oz)        | 4,10 g (0,145 oz)        | 3,2 g (0,113 oz)         | 0,24 g (0,008 oz)   |
| Vitesse de sortie V0                    | 880 m/s (2 887 pi/s)     | 880 m/s (2 887 pi/s)     | 890 m/s (2 920 pi/s)     | 840 m/s (2 756 pi/s)     | 850 m/s (2 789 pi/s)     | 883 m/s (2 897 pi/s)     |                     |
| Énergie du projectile                   | 1 328 J                  | 1 402 J                  | 1 461 J                  | 1 464 J                  | 1 481 J                  | 1 259 J                  |                     |
| Pression                                | 290 000 kPa (42 061 psi) | 300 000 kPa (43 511 psi) | 290 000 kPa (42 061 psi) | 300 000 kPa (43 511 psi) | 300 000 kPa (43 511 psi) | 290 000 kPa (42 061 psi) |                     |
| Précision de tir à 300 m (328 yd) (R50) | 75 mm (3 po)             | 90 mm (3,5 po)           | 90 mm (3,5 po)           | 96 mm (3,8 po)           |                          | 140 mm (5,5 po)          |                     |

- R50 à 300 m (328 yd) signifie que les tirs les plus proches de 50 pourcents de la volée de tirs seront tous dans le cercle de diamètre indiqué à 300 m (328 yd).
- La rénure du fusil d'assaut AK-74M qui a été adopté comme Fusil de service de la  fédération de Russie en 1991 est de 200 mm (7,87 po).

## Rumeurs et légendes urbaines
Depuis le conflit entre l'Ukraine et la Russie de nombreuses rumeurs circulent sur la M74 et son abandon au profit de la munition qu'elle remplace, la M43, au prétexte que la M74 ne serait pas assez pénétrante. Bien qu'aucune source ne  le confirme et alors que l'armée russe n'a pas cessé de produire et fournir la M74, cette rumeur pourrait être le fruit de plaisanteries liées à la perception par les conscrits russes de fusils AKM et autres modèles plus anciens[pas clair] chambrés en 7.62x39 mm M43[réf. nécessaire].
Lors de la guerre d'Afghanistan, la 5.45x39 mm M74 aurait reçu[Par qui ?] le surnom de "balle poison"[réf. nécessaire].

## Effets

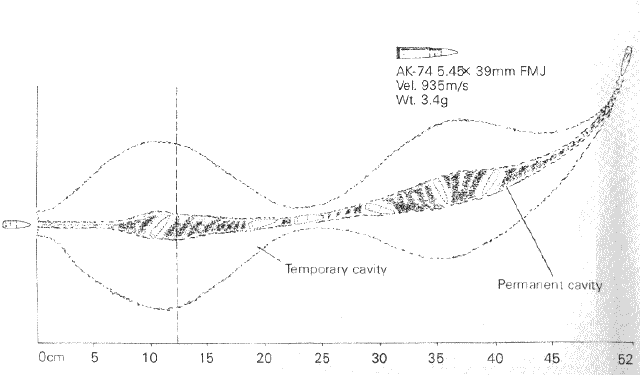
Impact interne. Les dégâts causés par la munition sont démultipliés par l'onde de choc que provoque la rotation de la balle lors de l'entrée.

Une étude croate de 2001 sur des blocs de gélatine et deux blessés par balle indique que la balle ne se fragmente pas à l'intérieur du corps mais elle adopte une trajectoire imprévisible avec notamment des rotations qui alourdissent les dégâts.
Une étude de 2020 qui vise à déterminer l'importance des vêtements de combat face à la munition et dans laquelle on a tiré sur des corps de biche avec et sans vêtement indique que les balles ne se fragmentent pas, mais qu'elles adoptent une rotation qui peut alourdir les dégâts notamment sur les extrémités du corps. Cette étude conclut que les vêtements de combat n'ont pas d'importance sur les effets de cette munition lorsqu'elle touche l'extrémité du corps (les bras ou les jambes).